# Dom tkaczy przy ul. Nadrzecznej 5 w Nowej Rudzie
Dom tkaczy przy ul. Nadrzecznej 5 w Nowej Rudzie – budynek mieszkalny, jednokondygnacyjny, kryty dachem dwuspadowym, wybudowany w XVII w., przebudowany w XIX i XX w. Dom skierowany jest szczytem do rzeki Włodzicy, jego podcienia o sklepieniu łukowym tworzą ciąg uliczny z numerami: 1, 2, 3, 5, 6, 7. Wejście z kamiennym portalem do budynku znajduje się w podcieniach. Płytka sień łączy się z przechodem i ma drugie wejście prowadzące na podwórze. Na drzwiach jest secesyjna, metalowa krata z elementami o motywach roślinnych i kwiatowych z roku 1909, co świadczy o przebudowie w tym czasie. Drewniany dom przy ul. Łukowej 4 wyburzono około 1960 roku.
Podobny ciąg dziewięciu budynków z podcieniami do lat 70. XX w. istniał po prawej stronie rzeki przy ul. Łukowej. Ze względu na zły stan techniczny zostały rozebrane, z wyjątkiem jednego nr 10.

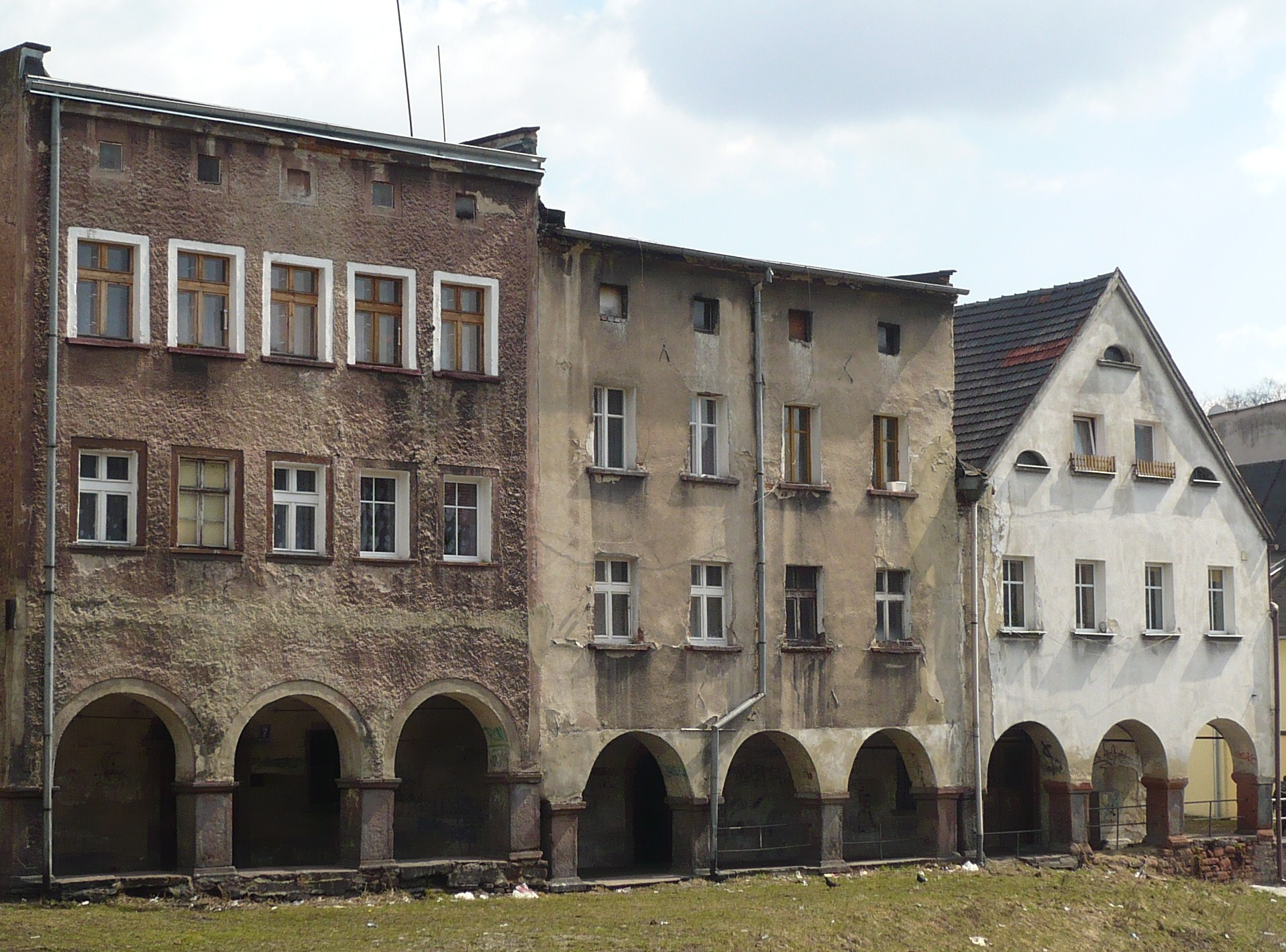
ul. Nadrzeczna od lewej nr 7, 6, 5
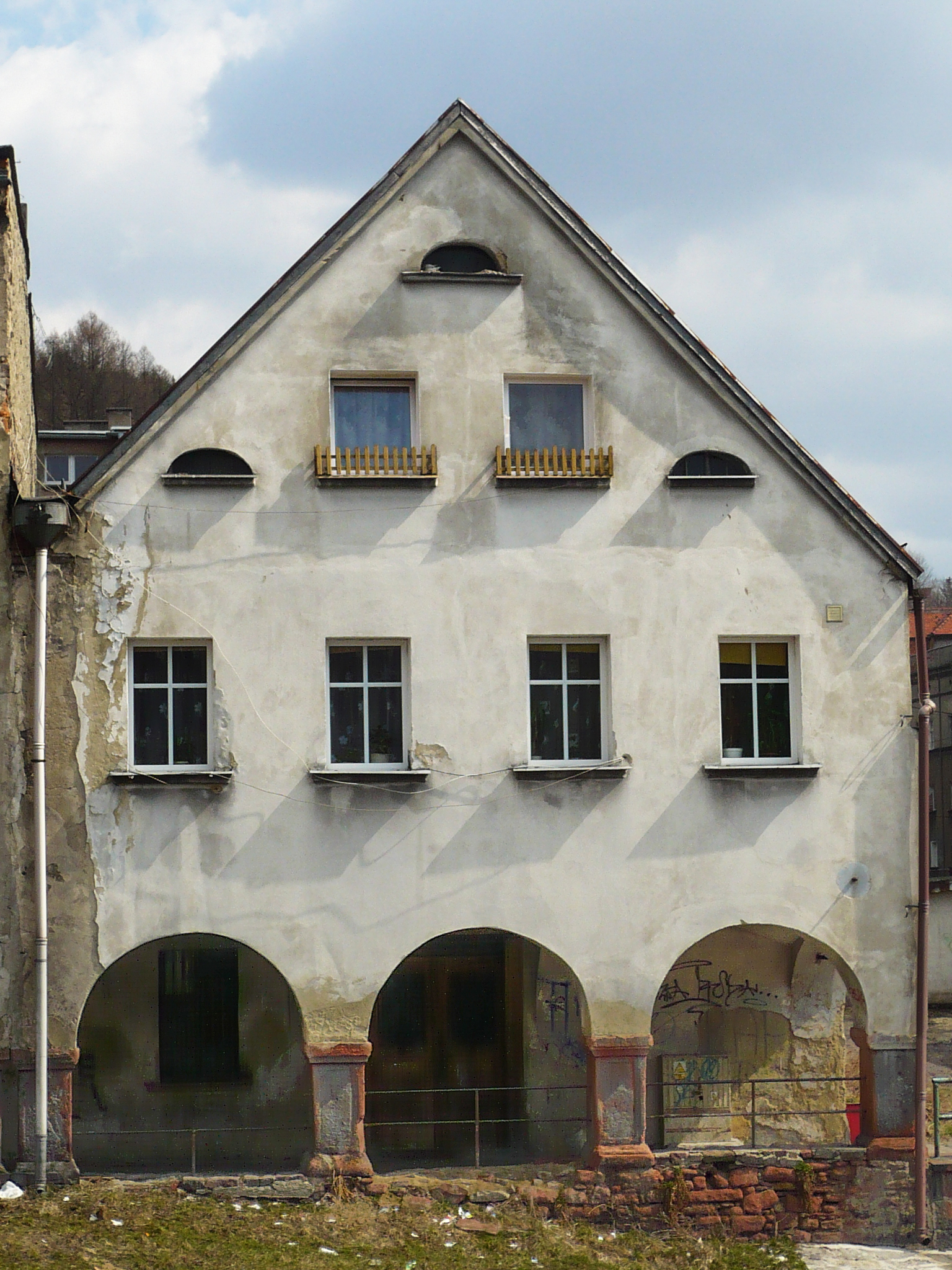
Front
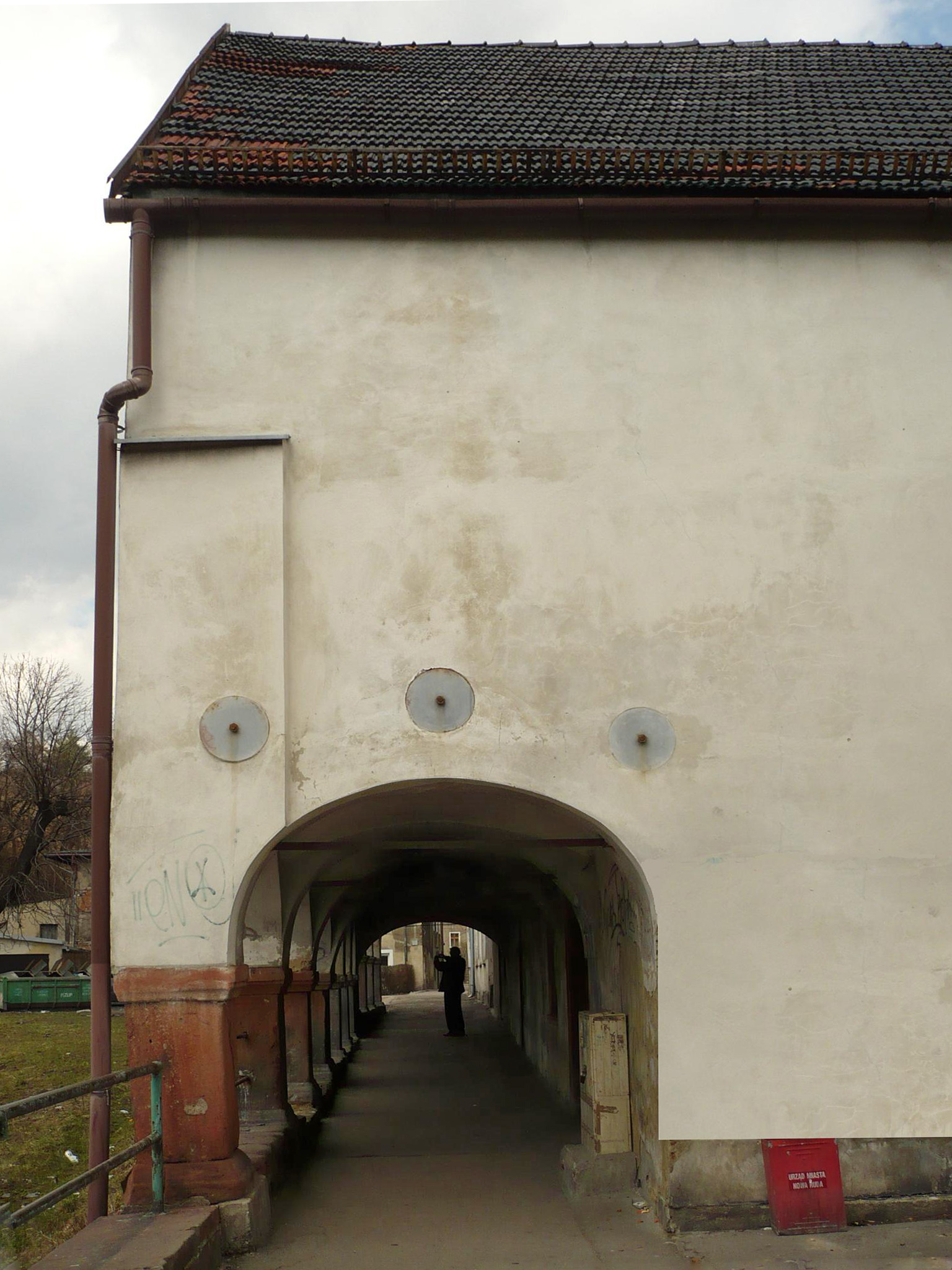
ul. Nadrzeczna 5, bok
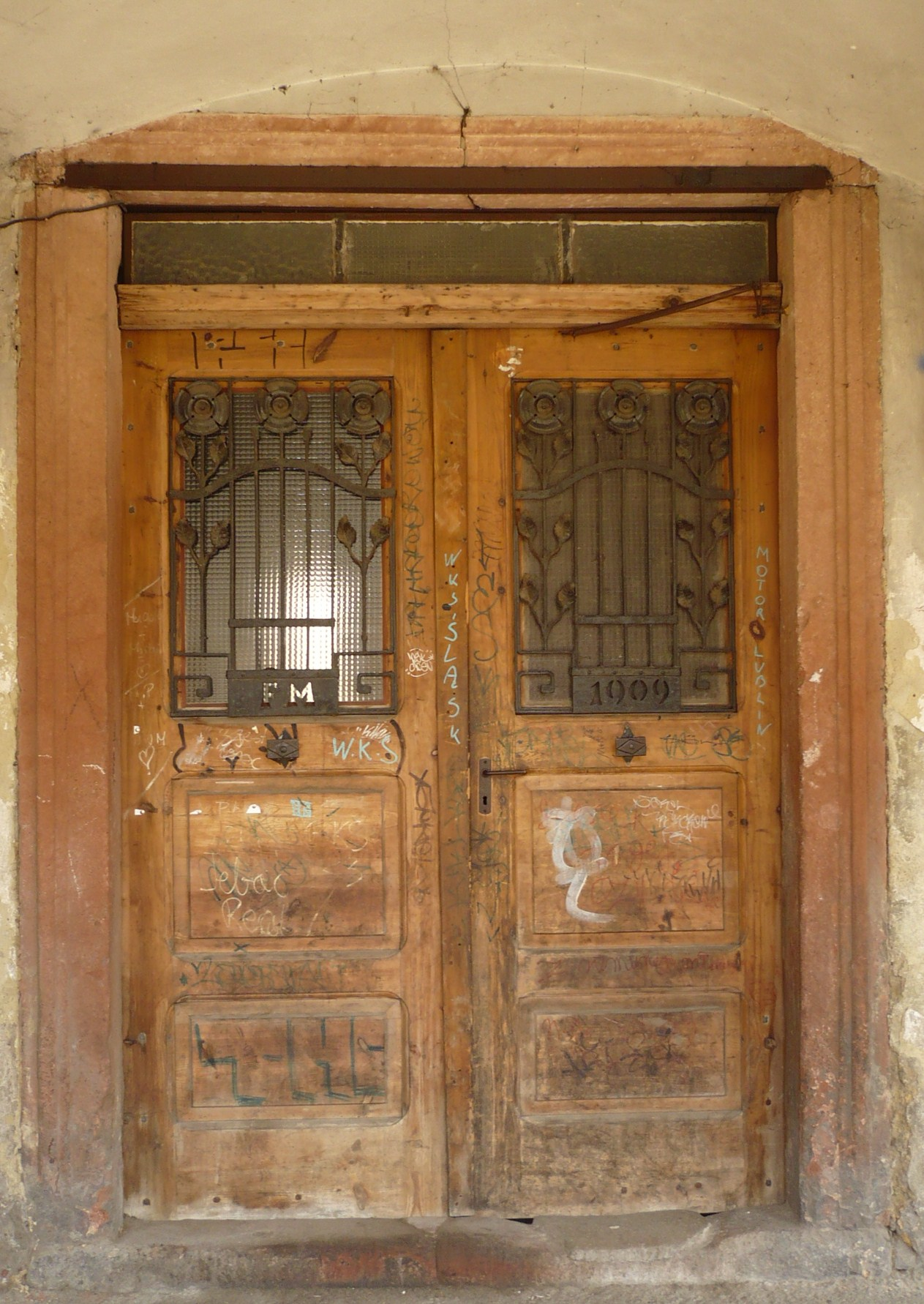
ul. Nadrzeczna 5, brama